# Le Fils de Batman
Série DCAMU
La Ligue des justiciers : Guerre
(2014) La Ligue des justiciers : Le Trône de l'Atlantide
(2015)
Pour plus de détails, voir Fiche technique et Distribution.
Le Fils de Batman (Son of Batman) est un film d'animation américain réalisé par Ethan Spaulding, sorti directement en vidéo en 2014, 20e film de la collection DC Universe Animated Original Movies.
Le film est adapté du roman graphique Batman & Son écrit par Grant Morrison, dessiné par Andy Kubert et publié par DC Comics en 2006. Il fait partie de la série DC Animated Movie Universe (DCAMU) basée sur la continuité The New 52.

## Synopsis
Batman reçoit la visite de son ancien amour, Talia, la fille de Ra's al Ghul et chef de la Ligue des Assassins. Elle l'informe que son père vient de mourir à la suite d'un assaut armé contre leur repaire, commandité par Deathstroke, un ancien membre de la Ligue. Talia confie son fils Damian au Chevalier Noir pour qu'il le protège de Deathstroke. Batman décide de prendre le jeune homme sous son aile et un nouveau duo se forme pour protéger Gotham City des criminels qui la hantent. Or, le jeune garçon, ivre de colère, souhaite à tout prix retrouver Deathstroke afin de venger la mort de son grand-père et endosse le costume de Robin.

## Fiche technique
- Titre original : Son of Batman
- Titre français : Le Fils de Batman
- Réalisation : Ethan Spaulding
- Scénario : James Robinson, d'après le roman graphique de Grant Morrison et Andy Kubert, et les personnages de DC Comics
- Musique : Frederik Wiedmann
- Direction artistique du doublage original : Andrea Romano
- Son : Robert Hargreaves, John Hegedes
- Montage : Christopher D. Lozinski
- Animation : The Answer Studio
- Production : Alan Burnett, Toshiyuki Hiruma, Benjamin Melniker, Sam Register, James Tucker et Michael E. Uslan
- Sociétés de production : Warner Bros. Animation et DC Entertainment
- Société de distribution : Warner Home Video
- Pays de production :  États-Unis
- Langue originale : anglais
- Genre : animation, super-héros
- Durée : 74 minutes
- Dates de sortie :
  - États-Unis : 6 mai 2014
  - France : 3 septembre 2014
- Classification : PG-13 (interdit -13 ans) aux États-Unis

 Sauf indication contraire, les informations mentionnées dans cette section peuvent être confirmées par la base de données cinématographiques IMDb,  présente dans la section « Liens externes ».

## Distribution
- Jason O'Mara (VF : Adrien Antoine) : Bruce Wayne / Batman
- Stuart Allan (en) (VF : Paolo Domingo) : Damian Wayne / Robin
- Morena Baccarin (VF : Sybille Tureau) : Talia al Ghul
- Sean Maher (VF : Donald Reignoux) : Dick Grayson / Nightwing
- Thomas Gibson (VF : Lionel Tua) : Slade Wilson / Deathstroke
- David McCallum (VF : Pierre Dourlens) : Alfred Pennyworth
- Bruce Thomas (VF : Jean-Claude Sachot) : le commissaire James Gordon
- Giancarlo Esposito (VF : Jean-Claude Donda) : Ra's al Ghul
- Xander Berkeley (VF : Thierry Murzeau) : Dr Kirk Langstrom
- Diane Michelle (VF : Kelvine Dumour) : Francine Langstrom
- Kari Wahlgren (VF : Jessica Monceau) : Rebecca Langstrom
- Dee Bradley Baker : le Joker et un membre du commando de Man-Bat
Version française
  - Société de doublage : Dubbing Brothers
  - Direction artistique : Céline Krief
  - Adaptation : Michel Berdah

 Source : voix originales et françaises sur Latourdesheros.com.

## Production
Le film est inspiré du comic book écrit par Grant Morrison et dessiné par Andy Kubert intitulé Batman & Son et publié en quatre parties dans les numéros 655, 656, 657 et 658 du comic book Batman de septembre à décembre 2006 aux Etats-Unis.
Il est publié en France pour la première fois dans les numéros 5, 6, 7 et 8 du magazine Superman & Batman édité par Panini Comics d'octobre 2007 à avril 2008.

## Accueil critique
Sur SensCritique, le film reçoit la note moyenne de 6,2⁄10.